# John Goodenough
John Bannister Goodenough (Jéna, 1922. július 25. – Austin, 2023. június 25.) amerikai szilárdtestfizikus, aki a lítiumion-akkumulátorok kifejlesztésében tett eredményeiért elnyerte a 2019-es kémiai Nobel-díjat.